# Carlos Estepa Díez
Carlos Estepa Díez (León, 1949-Madrid, 2018) fue un historiador y medievalista español, que estudió la historia de los reinos de Castilla y de León, así como las behetrías.

## Biografía
Nacido en León en 1949, fue catedrático en la Universidad de León y profesor en la Universidad Complutense de Madrid, además de profesor de investigación en el Instituto de Historia del Consejo Superior de Investigaciones Científicas. Falleció en Madrid el 8 de agosto de 2018.
Fue autor de libros como Estructura social de la ciudad de León (siglos XI-XII) (1977); El reinado de Alfonso VI (1985), sobre el monarca Alfonso VI de León; Las behetrías castellanas (Junta de Castilla y León, 2003) o Poder real y sociedad: estudios sobre el reinado de Alfonso VIII (1158-1214) (Universidad de León, 2011), sobre el reinado de Alfonso VIII de Castilla y escrito junto a Ignacio Álvarez Borge y José María Santamarta Luengos; además de estudios como «La disolución de la Orden del Temple en Castilla y León» (1975) o «Curia y Cortes en el Reino de León» (1988); entre otros.
También coordinó junto a Christina Jular Pérez-Alfaro Los señoríos de behetría (2001) y fue editor junto a esta misma autora de Land, Power, and Society in Medieval Castile: A Study of Behetría Lordship (Brepols, 2010).